# Xysticus chaparralis
Xysticus chaparralis är en spindelart som beskrevs av Schick 1965. Xysticus chaparralis ingår i släktet Xysticus och familjen krabbspindlar. Inga underarter finns listade i Catalogue of Life.